# Nasz skrawek nieba
Nasz skrawek nieba (fr. Notre paradis) – francuski film fabularny w reżyserii Gaëla Morela. Premiera produkcji miała miejsce 28 września 2011 roku. Budżet filmu wyniósł 600 000 euro.

## Fabuła
Paryż. Vassili (Stéphane Rideau) jest męską prostytutką. Pewnego wieczoru w Lasku Bulońskim znajduje nieprzytomnego nastolatka (Dimitri Durdaine). Trzydziestoletni mężczyzna podejrzewa, że chłopak tak jak on, zajmuje się prostytucją. Vassili pomaga odzyskać przytomność poszkodowanemu. Nastolatek domyśla się, że został pobity i okradziony, nie pamięta jak się nazywa i skąd pochodzi. Mężczyzna zabiera chłopaka do swojego mieszkania i daje mu dach nad głową. Nadaje również nastolatkowi imię Angelo, ze względu na jego wygląd i tatuaż przedstawiający anioła, który ma umiejscowiony na brzuchu.  Vassilia i Angelo początkowo łączy jedynie czysto seksualna relacja, z czasem rozwija się w romantyczny związek. Mężczyzna wciąga Angelo we wspólną prostytucję. Jeden z klientów chce uprawiać seks tylko z nastolatkiem, każe Vassiliemu wracać do domu. Trzydziestolatek ukrywa się w mieszkaniu klienta i zabija go, gdy Angelo opuszcza jego mieszkanie. Kolejne zabójstwa odbywają się w obecności chłopaka. Niektóre z morderstw wydają się być motywowane chorobliwą zazdrością Vassiliego i chęcią ochrony Angelo. Zabijanie klientów staje się pomysłem na życie dla mężczyzn, żaden z nich nie podejrzewa, że konsekwencje ich działania będą tragiczne.

## Obsada
- Stéphane Rideau jako Vassili
- Dimitri Durdaine jako Angelo

W pozostałych rolach:

- Béatrice Dalle jako Anna
- Didier Flamand jako Victor
- Raymonde Bronstein jako matka Anny
- Malik Issolah jako Kamel
- Mathis Morisset jako mały Vassili
- Jean-Christophe Bouvet jako pierwszy klient
- Ludovic Berthillot jako Gerland
- Jean-Marc Léon jako męska prostytutka
- Jacques Grant jako oporny klient